# Vester Han Herred

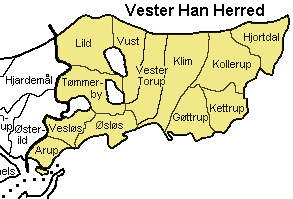
Vester Han Herred

Vester Han Herred  was een herred in het voormalige Thisted Amt in Denemarken. Bij de gemeentelijke herindeling in 1970 werd het westelijke deel van Vester Han ingedeeld bij de nieuwe provincie Viborg, terwijl het oostelijke deel naar de provincie Noord-Jutland ging. Sinds 2007 is het gehele gebied deel van de regio Noord-Jutland.

## Parochies
Vester Han is verdeeld in 12 parochies die allemaal deel uitmaken van het bisdom Aalborg.
- Arup
- Gøttrup
- Hjortdal
- Kettrup
- Klim
- Kollerup
- Lild
- Tømmerby
- Vesløs
- Vester Torup
- Vust
- Øsløs